# هانس شینتز
هانس شینتز (انگلیسی: Hans Schinz; زاده ۶ دسامبر ۱۸۵۸ – درگذشته ۳۰ اکتبر ۱۹۴۱) گردشگر، گیاه‌شناس، و استاد دانشگاه اهل زوریخ سوئیس بود.
وی در سال ۱۸۸۴ در یک سفر اکتشافی به آفریقای جنوب باختری آلمان شرکت کرد که توسط بازرگان آلمانی آدولف لودریتز (۱۸۳۴–۱۸۳۴) ترتیب داده شده بود. طی چند سال بعد، شینتز مطالعات علمی گسترده‌ای را در مورد مناطق شمالی این مستعمرات انجام داد. در نتیجه این سفر، او کتابی در این مورد منتشر کرد. این اثر یک پژوهش مهم علمی، جغرافیایی و مردم‌شناختی از این مستعمره و از نخستین آثار جامع در مورد منطقه اووامبولند بود.